# Puma (thương hiệu)
Puma SE, có thương hiệu là Puma, là một tập đoàn đa quốc gia của Đức chuyên thiết kế và sản xuất giày dép, quần áo và phụ kiện thể thao và thông thường, có trụ sở chính tại Herzogenaurach, Bavaria, Đức. Puma là nhà sản xuất đồ thể thao lớn thứ ba trên thế giới. Công ty được thành lập vào năm 1948 bởi Rudolf Dassler. Năm 1924, Rudolf và em trai Adolf "Adi" Dassler đã cùng nhau thành lập công ty Gebrüder Dassler Schuhfabrik (Nhà máy giày của anh em nhà Dassler). Mối quan hệ giữa hai anh em xấu đi cho đến khi cả hai đồng ý tách ra vào năm 1948, thành lập hai thực thể riêng biệt, Adidas và Puma.
Sau khi chia tách, Rudolf ban đầu đăng ký công ty mới thành lập là Ruda (bắt nguồn từ Rudolf 'Da'ssler, vì Adidas dựa trên Adi Dassler), nhưng sau đó đổi tên thành Puma. Biểu trưng đầu tiên của Puma bao gồm một hình vuông và con thú nhảy qua chữ D, đã được đăng ký, cùng với tên của công ty, vào năm 1948. Các thiết kế giày và quần áo của Puma có biểu tượng Puma và "Formstrip" đặc biệt được giới thiệu vào năm 1958.

## Lịch sử

### Hoàn cảnh
Christoph von Wilhelm Dassler là công nhân trong một nhà máy giày, trong khi vợ ông là Pauline điều hành một tiệm giặt ủi nhỏ ở thị trấn Herzogenaurach của Franconia, cách thành phố Nuremberg 20 km (12,4 dặm). Sau khi rời ghế nhà trường, con trai của họ, Rudolf Dassler, cùng cha làm việc tại xưởng đóng giày. Khi trở về sau Chiến tranh thế giới thứ nhất, Rudolf được đào tạo thành nhân viên bán hàng tại một nhà máy sứ, và sau đó là kinh doanh buôn bán đồ da ở Nuremberg.
Năm 1924, Rudolf và em trai của mình, Adolf, biệt danh là "Adi", thành lập một nhà máy sản xuất giày. Họ đặt tên cho doanh nghiệp mới là "Gebrüder Dassler Schuhfabrik" (Nhà máy giày anh em nhà Dassler), đây là doanh nghiệp duy nhất sản xuất giày thể thao vào thời điểm đó. Cặp đôi bắt đầu công việc kinh doanh trong tiệm giặt là của mẹ họ. Vào thời điểm đó, nguồn cung cấp điện trong thị trấn không đáng tin cậy, và đôi khi anh em phải sử dụng sức đạp từ một chiếc xe đạp đứng yên để chạy thiết bị của mình. Năm 1927, họ chuyển đến một tòa nhà riêng biệt.
Hai anh em đã lái xe từ Bavaria đến Thế vận hội Mùa hè 1936 ở Berlin với một chiếc vali đầy gai và thuyết phục vận động viên chạy nước rút người Mỹ Jesse Owens sử dụng chúng, lần tài trợ đầu tiên cho một người Mỹ gốc Phi. Owens đã giành được bốn huy chương vàng. Kinh doanh bùng nổ; Dasslers đã bán được 200.000 đôi giày hàng năm trước Thế chiến II.
Cả hai anh em đều tham gia Đảng Quốc xã, nhưng Rudolf là một người Quốc xã nhạy bén, người đã đăng ký tham gia và được nhận vào Gestapo; họ đã sản xuất giày cho Wehrmacht. Sự rạn nứt ngày càng lớn giữa hai anh em lên đến đỉnh điểm trong một cuộc tấn công bằng bom của quân Đồng minh năm 1943. Adi và vợ trèo vào một hầm trú bom mà Rudolf và gia đình anh ta đã ở sẵn. "Lại là lũ khốn chết tiệt," Adi nhận xét, dường như ám chỉ đến các máy bay chiến tranh của quân Đồng minh, nhưng Rudolf, do có vẻ bất an rõ ràng, đã bị thuyết phục. anh trai có nghĩa là anh ấy và gia đình anh ấy. Khi Rudolf sau đó bị lính Mỹ bắt và bị buộc tội là thành viên của Waffen-SS, ông tin chắc rằng anh trai mình đã giao nộp ông.

### Tách khỏi Adidas

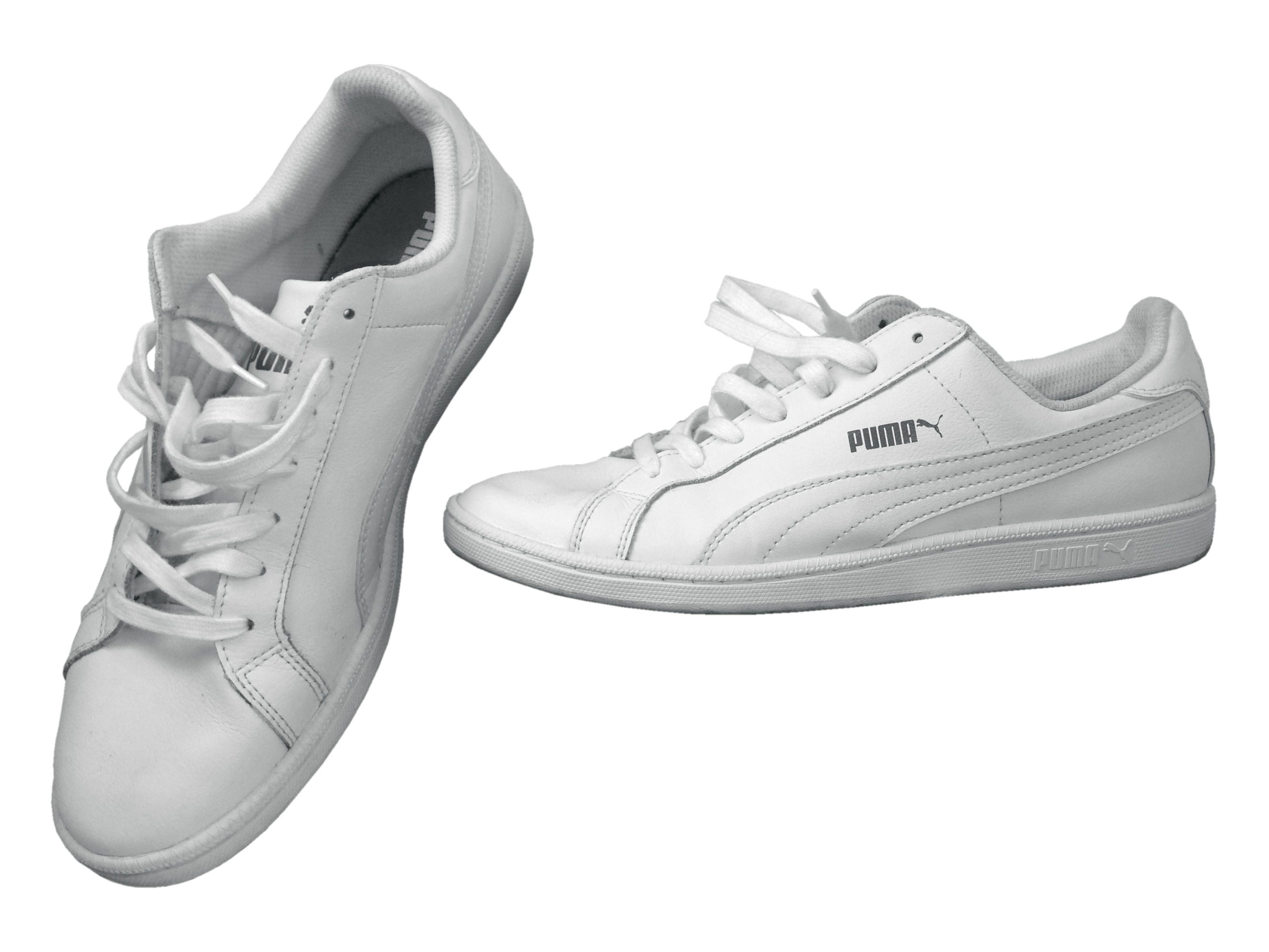
Một đôi giày phong cách của Puma

Sau khi có những quan điểm ngày càng khác nhau về cách điều hành công việc kinh doanh, hai anh em đã chia tách công việc kinh doanh vào năm 1948. Rudolf chuyển đến bên kia sông Aurach để thành lập công ty của riêng mình. Adolf thành lập công ty riêng của mình bằng cách sử dụng cái tên mà anh ấy đặt bằng biệt hiệu của mình—Adi—và ba chữ cái đầu tiên trong họ của anh ấy—Das—để thành lập Adidas. Rudolf đã thành lập một công ty mới mà ông gọi là "Ruda", từ "Ru" trong Rudolf và "Da" trong Dassler. Vài tháng sau, công ty của Rudolf đổi tên thành Puma Schuhfabrik Rudolf Dassler.
Puma và Adidas bước vào cuộc cạnh tranh gay gắt và gay gắt sau khi chia tay. Thị trấn Herzogenaurach bị chia rẽ về vấn đề này, dẫn đến biệt danh "thị trấn của những chiếc cổ cong" - mọi người nhìn xuống để xem những người lạ đi giày nào.
Trong trận đấu bóng đá đầu tiên sau Thế chiến II năm 1948, một số thành viên của Đội tuyển bóng đá quốc gia Tây Đức đã đi giày Puma, trong đó có cầu thủ ghi bàn thắng đầu tiên cho Tây Đức sau chiến tranh, Herbert Burdenski. Rudolf đã phát triển một loại giày bóng đá có đinh vít, được gọi là "Super Atom" với sự hợp tác của những người như huấn luyện viên đội tuyển quốc gia Tây Đức Sepp Herberger.

### Xuất hiện tại Olympic
Tại Thế vận hội Mùa hè 1952, vận động viên chạy 1500 mét Josy Barthel của Luxembourg đã giành huy chương vàng Olympic đầu tiên của Puma tại Helsinki, Phần Lan.
Tại Thế vận hội Mùa hè 1960, Puma đã trả tiền cho vận động viên chạy nước rút người Đức Armin Hary để mặc đồ của Puma trong trận chung kết chạy nước rút 100 mét. Hary đã từng mặc đồ của Adidas và yêu cầu Adolf trả tiền, nhưng Adidas đã từ chối yêu cầu này. Tay vợt người Đức đã giành huy chương vàng ở Pumas nhưng sau đó lại khoác áo Adidas trong lễ trao huy chương, trước sự sửng sốt của hai anh em nhà Dassler. Hary hy vọng kiếm được tiền từ cả hai, nhưng Adi quá tức giận nên đã cấm nhà vô địch Olympic.

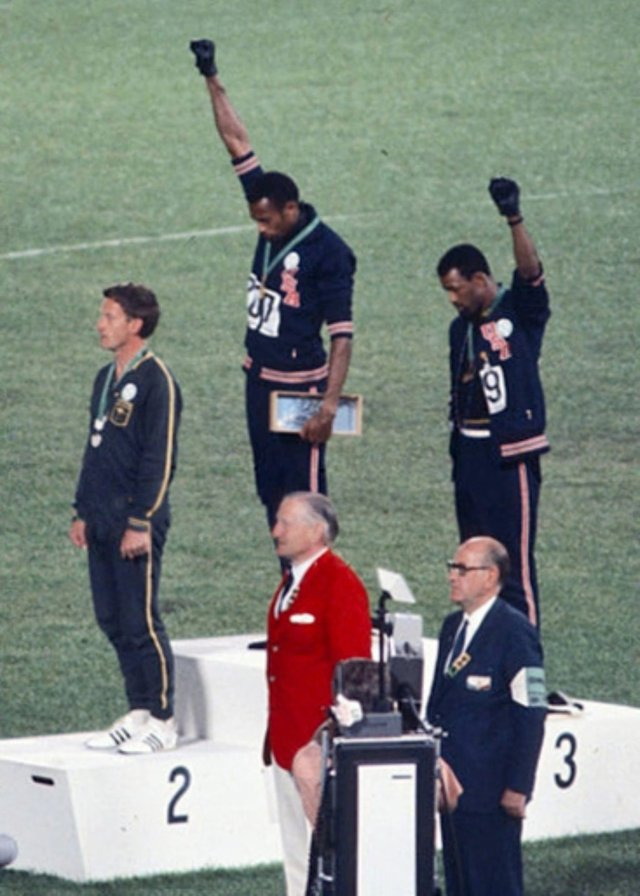
Vận động viên đoạt huy chương vàng do Puma tài trợ Tommie Smith (giữa) và vận động viên đoạt huy chương đồng John Carlos (phải) thể hiện giơ nắm đấm tại Thế vận hội Mùa hè 1968

Trong lễ chào cờ nghiêm ủng hộ phong trào Black Power tại Thế vận hội Mùa hè 1968, các vận động viên người Mỹ gốc Phi do Puma tài trợ là Tommie Smith và John Carlos, sau khi lần lượt giành huy chương vàng và đồng ở nội dung 200 mét, đã bước lên bục với đôi giày Puma Suedes trong tay và cúi đầu và giơ cao nắm đấm đeo găng đen của họ để phản đối thầm lặng trong khi chơi quốc ca, một hành động nhằm bảo vệ nhân quyền và bảo vệ người Mỹ da đen.
Vài tháng trước Giải vô địch bóng đá thế giới 1970, Armin Dassler (con trai của Rudolf) và em họ Horst Dassler (con trai của Adi) đã ký một thỏa thuận được gọi là "Hiệp ước Pelé". Thỏa thuận này quy định rằng cầu thủ bóng đá Pelé sẽ không được phép thi đấu cho cả Adidas và Puma. Tuy nhiên, Pelé đã tuân theo yêu cầu của đại diện của Puma, Hans Henningsen, nhằm nâng cao nhận thức và hồ sơ của Puma sau khi anh ấy nhận được 120.000 đô la để đeo Formstrips. Khi tiếng còi khai cuộc của một trận chung kết World Cup 1970 vang lên, Pelé đã khiến trọng tài phải dừng lại bằng cách yêu cầu buộc dây giày vào giây cuối cùng trước khi quỳ xuống để cho hàng triệu khán giả truyền hình xem cận cảnh đôi giày Puma của mình. Điều này khiến Horst phẫn nộ và các thỏa thuận hòa bình trong tương lai đã bị hủy bỏ.
Tại Thế vận hội Mùa hè 1972, Puma đã cung cấp giày cho nhà vô địch chạy vượt rào 400 mét người Uganda, John Akii-Bua. Sau khi Akii-Bua bị chính phủ quân sự buộc rời khỏi Uganda, Puma đã tuyển dụng anh ta ở Đức. Cuối cùng, Akii-Bua trở lại Uganda.
Puma ra mắt Clyde vào năm 1973; được thiết kế cho cầu thủ bóng rổ Walt "Clyde" Frazier, nó đã trở nên phổ biến rộng rãi.

### Trở thành công ty đại chúng
Puma trở thành công ty đại chúng vào năm 1986, và sau đó được niêm yết trên Börse München và Sở giao dịch chứng khoán Frankfurt; lợi nhuận đầu tiên kể từ khi IPO được đăng ký vào năm 1994. Vào tháng 5 năm 1989, các con trai của Rudolf là Armin và Gerd Dassler đã bán 72% cổ phần của họ tại Puma cho doanh nghiệp Thụy Sĩ Cosa Liebermann SA. Công ty mua lại Scandinavian Tretorn Group vào năm 2001, sau đó được bán cho Authentic Brands Group vào năm 2015. Trong năm tài chính 2003, công ty đạt doanh thu 1,274 tỷ euro và cổ đông lớn Monarchy/Regency đã bán cổ phần của mình cho nhiều nhà đầu tư tổ chức.
Vào tháng 2 năm 2007, Puma báo cáo rằng lợi nhuận của họ đã giảm 26% xuống còn 32,8 triệu € (43 triệu đô la; 22 triệu bảng Anh) trong ba tháng cuối năm 2006. Phần lớn lợi nhuận giảm là do chi phí cao hơn liên quan đến việc mở rộng của nó; doanh thu tăng hơn một phần ba lên 480,6 triệu euro. Vào đầu tháng 4, cổ phiếu của Puma đã tăng 29,25 € trên mỗi cổ phiếu, tương đương khoảng 10,2%, lên 315,24 € trên mỗi cổ phiếu. Vào ngày 10 tháng 4, tập đoàn PPR của Pháp (đã trở thành Kering vào năm 2013) thông báo rằng họ đã mua 27% cổ phần của Puma, dọn đường cho việc tiếp quản hoàn toàn. Thỏa thuận này định giá Puma ở mức 5,3 tỷ euro. PPR cho biết họ sẽ khởi động một cuộc tiếp quản thân thiện đối với Puma, trị giá €330 một cổ phiếu, sau khi việc mua lại cổ phần nhỏ hơn hoàn tất. Hội đồng quản trị của Puma hoan nghênh động thái này, nói rằng đó là công bằng và vì lợi ích tốt nhất của công ty. Tính đến tháng 7 năm 2007, PPR sở hữu hơn 60% cổ phần của Puma.
Năm 2008, Melody Harris-Jensbach được bổ nhiệm làm phó giám đốc điều hành; nhà thiết kế và nghệ sĩ Hussein Chalayan trở thành giám đốc sáng tạo, và Puma mua lại phần lớn cổ phần trong công việc kinh doanh của Chalayan và Hussein Chalayan.

### Từ năm 2010 trở đi

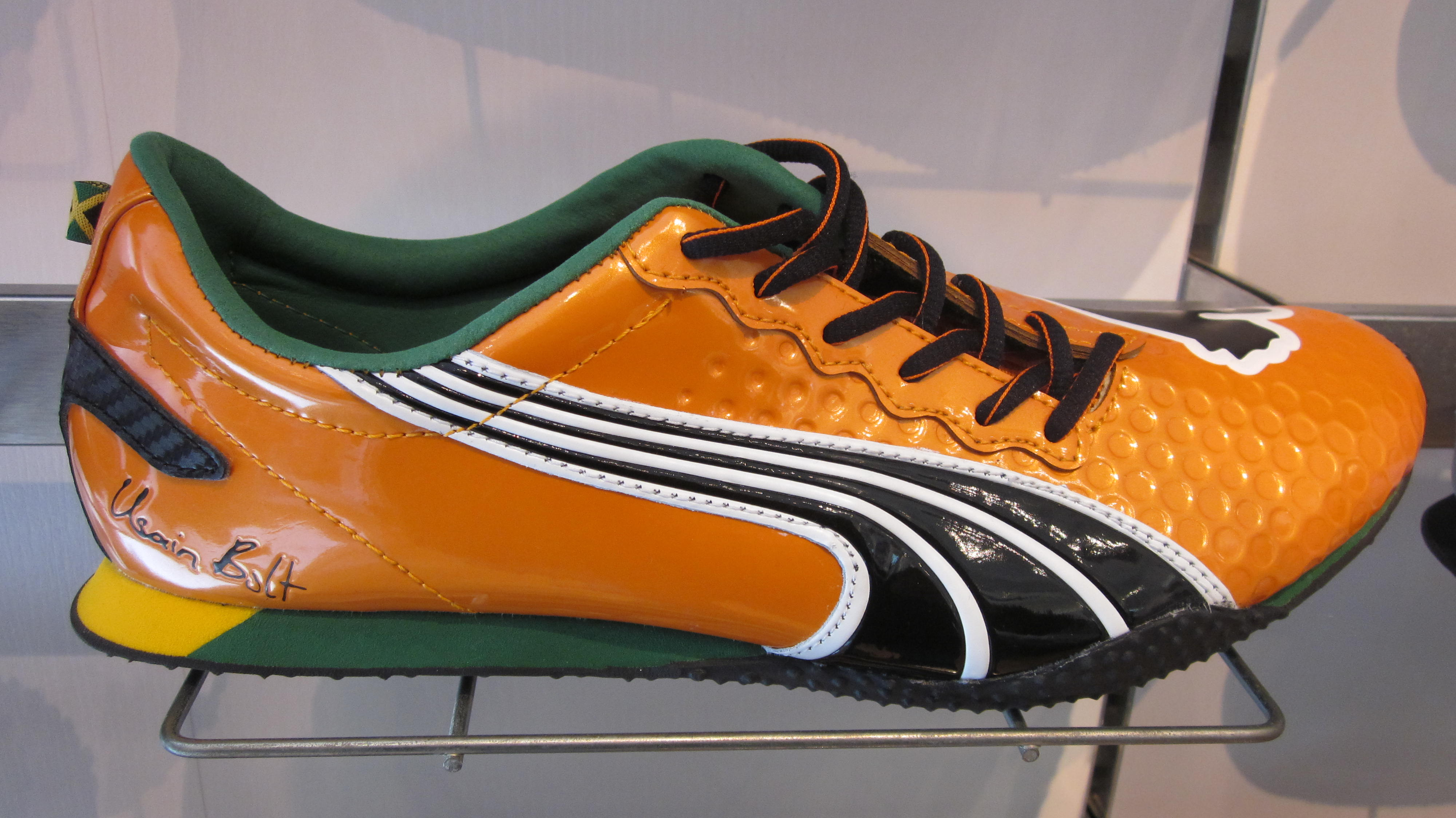
Một chiếc Puma Street Yaam

Năm 2010, Puma mua lại Cobra Golf, và tiếp quản công ty quần áo bó sát và tất Dobotex vào năm sau. Vào tháng 7 năm 2011, công ty đã hoàn tất việc chuyển đổi từ Aktiengesellschaft (công ty trách nhiệm hữu hạn đại chúng của Đức) thành Societas Europaea, tương đương với toàn Liên minh châu Âu, đổi tên từ Puma AG Rudolf Dassler Sport thành Puma SE. Đồng thời, Franz Koch thay thế Jochen Zeitz đã phục vụ lâu năm làm giám đốc điều hành của công ty (CEO), với Zeitz trở thành chủ tịch. Công ty được dẫn dắt bởi cựu cầu thủ chuyên nghiệp Bjørn Gulden kể từ ngày 1 tháng 7 năm 2013. Arne Freundt được bổ nhiệm làm Giám đốc điều hành vào tháng 11 năm 2022.

## Tài chính

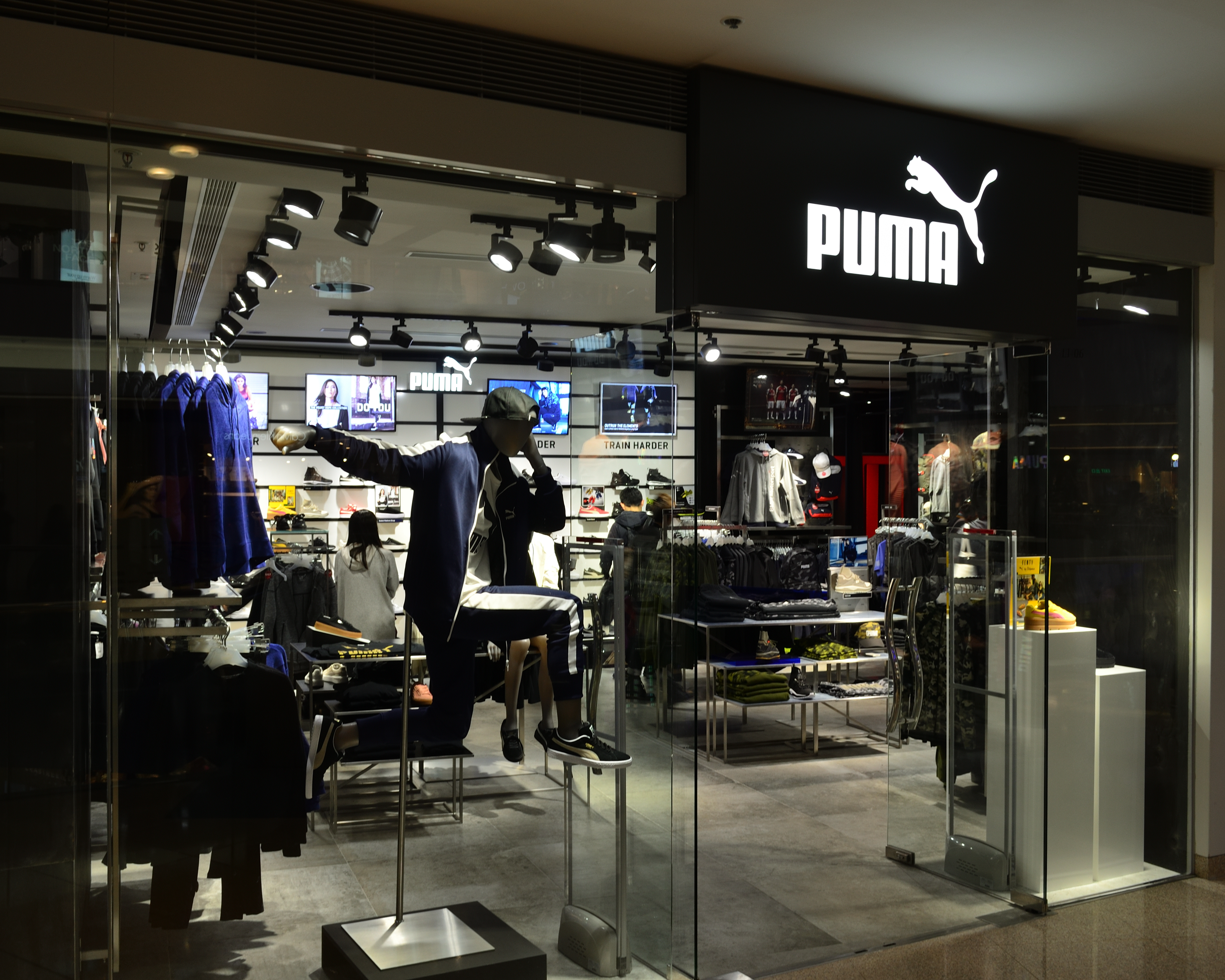
Cửa hàng Puma ở Hồng Kông

Puma là công ty đại chúng từ năm 1986, được niêm yết trên sàn giao dịch chứng khoán Frankfurt. Tập đoàn xa xỉ của Pháp Kering (tiền thân là PPR) nắm 9,8%, cổ đông lớn nhất của Kering là Groupe Artemis sở hữu 29% vốn cổ phần. Kể từ ngày 1 tháng 7 năm 2013, công ty được dẫn dắt bởi cựu chuyên gia bóng đá Bjørn Gulden (giám đốc điều hành).
Puma được xếp hạng là một trong những thương hiệu giày hàng đầu với Adidas và Nike, và có hơn 18.000 nhân viên trên toàn thế giới. Công ty có các văn phòng công ty trên khắp thế giới, trong đó có bốn văn phòng được xác định là "trung tâm trung tâm": Assembly Row, Somerville, Massachusetts; Hồng Kông; Thành phố Hồ Chí Minh, Việt Nam; và trụ sở toàn cầu tại Herzogenaurach, Đức.
| Năm            | 2013   | 2014   | 2015   | 2016   | 2017   | 2018   | 2019   | 2020   | 2021   |
| -------------- | ------ | ------ | ------ | ------ | ------ | ------ | ------ | ------ | ------ |
| Doanh thu      | 2,985  | 2,972  | 3,387  | 3,627  | 4,136  | 4,648  | 5,502  | 5,234  | 6,805  |
| Lợi nhuận ròng | 5      | 64     | 37     | 62     | 136    | 187    | 262    | 79     | 310    |
| Tài sản        | 2,309  | 2,550  | 2,620  | 2,765  | 2,854  | 3,207  | 4,378  | 4,684  | 5,728  |
| Nhân viên      | 10,750 | 10,830 | 11,351 | 11,495 | 11,787 | 12,894 | 14,332 | 14,374 | 16,125 |

## Tài trợ
Puma cung cấp các sản phẩm dành cho bóng đá, bóng rổ, chạy bộ, thể hình, thể dục thẩm mỹ, golf, đua xe thể thao và vận động viên thể thao. Hãng đã tài trợ cho một số vận động viên, bao gồm Pelé, Eusébio, Johan Cruyff, Diego Maradona, Lothar Matthaus, Clyde Frazier, Jim Hines, Boris Becker, Martina Navratilova, Tommie Smith, Joe Namath, Linford Christie, Colin Jackson, Heike Drechsler và Michael Schumacher.
Hiện nay, các cầu thủ quốc tế, bao gồm Neymar, Gianluigi Buffon, Sergio Agüero, Antoine Griezmann, Marco Reus, Raphaël Varane, Luis Suárez, David Silva, Vincent Kompany, Christian Pulisic và nhiều cầu thủ khác đều đang mang giày thể thao Puma.
Puma nắm giữ 5% cổ phần của câu lạc bộ bóng đá Đức Borussia Dortmund và là nhà tài trợ của câu lạc bộ này từ năm 2012. Năm 2014, Puma và Arsenal đã ký kết hợp tác mua bán 5 năm, thỏa thuận lớn nhất trong lịch sử của Puma và Arsenal. Sự hợp tác kết thúc vào năm 2019. Các câu lạc bộ bóng đá khác bao gồm Manchester City F.C., Barrow AFC, Olympique de Marseille, Fenerbahçe S.K., Sociedade Esportiva Palmeiras, Borussia Mönchengladbach, Lillestrøm SK, Valencia CF, AC Milan, Peñarol, US Sassuolo, Club de Fútbol Monterrey, Bengaluru FC, Chennaiyin FC, Mumbai City FC và nhiều đội bóng khác. Các đội tuyển bóng đá quốc gia bao gồm Iceland, Thụy Sĩ, Áo, Maroc, Ai Cập và Uruguay. Puma cũng là nhà tài trợ chính của Hiệp hội bóng đá Israel (IFA) và hiện đang là tâm điểm của phong trào Tẩy chay, thoái vốn và trừng phạt Palestine. IFA, với sự tài trợ từ Puma và các công ty khác, hoạt động từ các khu định cư, cũng như bản thân Puma thông qua những người được cấp phép trong quá khứ và hiện tại ở Israel.
Trong điền kinh (điền kinh), Puma tài trợ cho các hiệp hội thể thao Brasil (CBAt), Jamaica (JAAA), Cuba (FCA), Bahamas (BAAA), Grenada (GAA), Trinidad & Tobago (NAAATT), Dominica (DAAA), Barbados (AAB), Bồ Đào Nha (FPAtletismo), Thụy Sĩ (Điền kinh Thụy Sĩ) và Na Uy (NFIF). Hãng cũng có người đàn ông nhanh nhất thế giới, vận động viên điền kinh người Jamaica Usain Bolt, theo hợp đồng cùng với các vận động viên điền kinh khác như Andre De Grasse, Karsten Warholm, and Gianmarco Tamberi. Một số kỷ lục thế giới đã đạt được bởi các vận động viên mang giày Puma, chẳng hạn như Heinz Futterer (1954), Armin Hary (1960), Jim Hines (1976), Tommie Smith (1968), Asafa Powell (2015), và Usain Bolt (2002).
Năm 2018, Puma thông báo quay trở lại lĩnh vực bóng rổ sau gần 20 năm gián đoạn và bổ nhiệm Jay-Z làm giám đốc sáng tạo của đơn vị. Marvin Bagley III, Deandre Ayton, Zhaire Smith, và Michael Porter Jr. là những cầu thủ đầu tiên gia nhập đội bóng rổ của Puma và chơi trong những đôi giày bóng rổ hiệu Puma. Vào tháng 12 năm 2021, thương hiệu đã ra mắt High Court, dòng bóng rổ nữ đầu tiên do giám đốc sáng tạo June Ambrose thiết kế.

Rihanna tại Fenty x Puma fashion show

Puma đã hợp tác với bóng lưới sau 28 năm bằng cách tài trợ cho Melbourne Vixens vào năm 2018 và trở thành nhà tài trợ trang phục chính thức của đội tuyển bóng lưới quốc gia New Zealand, Silver Ferns. Công ty tài trợ cho vận động viên cricket Ấn Độ Virat Kohli, cựu đội trưởng đội tuyển cricket Ấn Độ. Những tay golf như Rickie Fowler, Bryson DeChambeau và Lexi Thompson được trang bị bởi thương hiệu golf Cobra Golf của Puma.
Puma là nhà sản xuất chính giày và quần áo đua dành cho người đam mê lái xe và đã hợp tác với BMW, Ducati và Ferrari để sản xuất giày tương ứng của họ. Tại Công thức 1, Puma trang bị cho các đội Mercedes AMG Petronas, Scuderia Ferrari, Red Bull Racing và Alfa Romeo. Hãng cũng tài trợ cho BMW và Porsche trong tất cả các hoạt động Đua xe thể thao của họ. Tại NASCAR, Puma trang bị cho Team Penske bộ đồ cứu hỏa, găng tay và giày.
Rihanna được bổ nhiệm làm giám đốc sáng tạo dòng trang phục nữ của Puma vào tháng 12 năm 2014. Hai năm sau, Puma hợp tác với The Weeknd với tư cách là cộng tác viên sáng tạo. Năm 2018, Puma ra mắt liên doanh với đại sứ Selena Gomez có tên "Phenom Lux''

## Thực tế lao động và điều kiện nhà máy
Năm 2000, Puma bắt đầu kiểm tra hàng năm tất cả các nhà cung cấp của mình và đưa ra kết quả trong các báo cáo phát triển bền vững của mình. Kể từ năm 2005, nó đã công khai danh sách các nhà cung cấp của mình.
Vào tháng 8 năm 2004, một báo cáo chung của Ủy ban Lao động Quốc gia và Tổ chức Giám sát Lao động Trung Quốc cho biết công nhân tại một số nhà máy của Puma ở Trung Quốc đang phải chịu đựng các điều kiện bóc lột sức lao động, làm việc tới 16,5 giờ mỗi ngày với mức lương khoảng 0,31 đô la Mỹ một giờ. Puma cho biết họ sẽ điều tra các khiếu nại.
Vào tháng 2 năm 2012, một phụ nữ làm việc cho một trong những nhà cung cấp của Puma ở Campuchia đã bị bắn trong một cuộc biểu tình phản đối điều kiện làm việc của nhà máy. Puma thừa nhận điều kiện làm việc tồi tệ và cho biết sẽ nỗ lực để cải thiện tình hình.
Theo một báo cáo chung từ Trung tâm Giáo dục Pháp lý Cộng đồng và Lao động Đằng sau Nhãn hiệu, 30 công nhân đã bị ngất vào tháng 11 năm 2012 khi đang sản xuất quần áo cho Puma ở Trung Quốc. Các trường hợp ngất xỉu là do nhiệt độ quá cao và bị buộc phải làm thêm giờ. Năm 2014, gần 120 công nhân bị ngất tại hai nhà máy quần áo ở Campuchia, nơi sản xuất đồ thể thao cho Puma và Adidas, do nhiệt độ trên 100 độ Fahrenheit (38 °C). Tháng 3 năm 2017, 150 công nhân lắp ráp sản phẩm Puma tại Campuchia bị ngất do khói dày đặc.
Puma đã đạt được chứng nhận Ethical Clothing Australia cho các sản phẩm do Úc sản xuất. Chứng nhận thân thiện với người lao động này chỉ áp dụng cho một tỷ lệ nhỏ trong tổng sản lượng của Puma.
Vào năm 2020, Viện Chính sách Chiến lược Úc đã cáo buộc ít nhất 82 thương hiệu lớn, bao gồm cả Puma, có liên quan đến việc cưỡng bức lao động người Duy Ngô Nhĩ ở Tân Cương. Năm 2022, các nhà nghiên cứu từ Đại học Khoa học Ứng dụng Nordhausen đã xác định bông từ Tân Cương trong áo sơ mi Puma.

## Thực tế môi trường
Vào tháng 5 năm 2011, tờ báo Anh The Guardian tuyên bố rằng Puma là "công ty lớn đầu tiên trên thế giới đặt giá trị về tác động môi trường của mình" và Puma "đã cam kết rằng trong vòng 4 năm, một nửa bộ sưu tập quốc tế của họ sẽ được sản xuất theo tiêu chuẩn bền vững nội bộ, bằng cách sử dụng các vật liệu bền vững hơn như polyester tái chế, cũng như đảm bảo các nhà cung cấp phát triển các vật liệu và sản phẩm bền vững hơn."
Puma cũng được biết đến với việc thúc đẩy các hoạt động tích cực về môi trường trong chuỗi cung ứng của mình thông qua các biện pháp khuyến khích tài chính. Kế hoạch tài chính chuỗi cung ứng sáng tạo được thực hiện liên kết hoạt động bền vững của các nhà cung cấp chính với chi phí mà họ có thể tiếp cận tài chính. Hệ thống đã giành cho công ty một "Giải thưởng Sáng tạo" về Tài chính Chuỗi Cung ứng vào năm 2016.
Vào năm 2023, Puma thông báo rằng họ sẽ ngừng sử dụng da kangaroo trong các sản phẩm của mình, bao gồm cả giày bóng đá KING được thiết kế lại, có mũ giày chứa ít nhất 20% vật liệu tái chế.